# Il principe delle stelle
Il principe delle stelle (The Powers of Matthew Star) è una serie televisiva statunitense del 1982. Trasmessa inizialmente in Italia dall'autunno 1983, la serie ha come protagonista Peter Barton nel ruolo del principe Matthew Star e come coprotagonista Louis Gossett Jr. nel ruolo del professor Walt Shepard.

## Trama
All'apparenza un normale liceale americano, Matthew Star è in realtà il principe ereditario del pianeta Quadris che, dopo essere fuggito sulla Terra ancora bambino in seguito alla conquista del suo mondo, è cresciuto sotto la protezione di Walt Shepard, guerriero fedele alla casa reale che sulla Terra svolge la professione di professore. Una vita in fuga per il principe, cercando contemporaneamente di diventare un leader degno della successione regale, di sviluppare i propri poteri (tra cui la telecinesi) e di conquistare la ragazza più carina della scuola.

## Episodi
| Stagione       | Episodi | Prima TV originale | Prima TV Italia |
| -------------- | ------- | ------------------ | --------------- |
| Stagione unica | 22      | 1982-1983          | 1983            |